# Brachygalea nigrothorax
Brachygalea nigrothorax är en fjärilsart som beskrevs av Köhler 1952. Brachygalea nigrothorax ingår i släktet Brachygalea och familjen nattflyn. Inga underarter finns listade i Catalogue of Life.